# 紹薩爾 (新墨西哥州)
紹薩爾（英語：Sausal）是位於美國新墨西哥州巴倫西亞縣的普查規定居民點。

## 人口
根據2020年美國人口普查的數據，紹薩爾的面積為5.82平方千米，皆為陸地。當地共有人口858人，而人口密度為每平方千米147.42人。